# 利涅尔沙特兰
利涅尔沙特兰（法語：Lignières-Châtelain，法語發音：[liɲɛʁ ʃatlɛ̃]）是法国上法兰西大区索姆省的一个市镇，属于亚眠区。

## 地理
利涅尔沙特兰（49°46'30"N, 1°51'47"E）面积6.54 平方千米，位于法国上法蘭西大區索姆省，该省份为法国北部沿海省份，北起加来海峡省和北部省，西接滨海塞纳省和大西洋英吉利海峡，南至瓦兹省，东临埃纳省。
与利涅尔沙特兰接壤的市镇（或旧市镇、城区）包括：贝当博、科利耶尔、马尔莱尔、梅尼厄、莫维莱尔圣萨蒂南、奥菲尼。

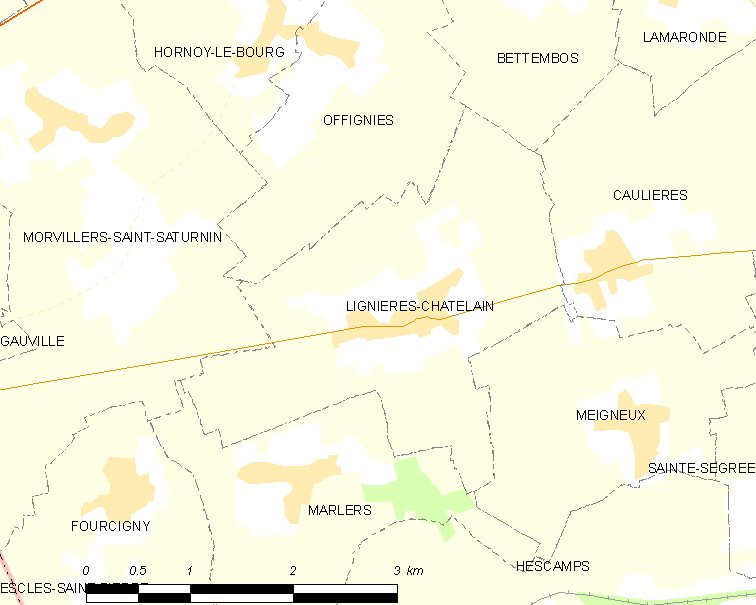
利涅尔沙特兰的OSM定位图

利涅尔沙特兰的时区为UTC+01:00、UTC+02:00（夏令时）。

## 行政
利涅尔沙特兰的邮政编码为80290，INSEE市镇编码为80479。

## 政治
利涅尔沙特兰所属的省级选区为皮卡第地区普瓦县。

## 人口

1962-2008年间利涅尔沙特兰人口变化图示

利涅尔沙特兰于2022年1月1日时的人口数量为344人。